# كيسة أريمية
تعد الكيسَةُ الأُرَومِيَّة أو كيس البلاستولة هي بنية تتشكل خلال التطور الجنيني المبكر لدى الثدييات. تتكون من كتلة خلوية داخلية (آي سي إم) تُعرف أيضًا باسم الأرومة المضغية التي تشكل المُضعة (الجنين) لاحقًا، وطبقة خارجية من خلايا الأرومة الغاذِيَة (الأرومة المُغذِّية) تُسمى الأديم الظاهر المغذِّي. تحيط هذه الطبقة بالكتلة الخلوية الداخلية وبجوفٍ (أو لُمعة) مملوء بسائل يُعرف باسم التجويف الأُرَيمي. في الكيسة الأريمية المتأخرة، يُعرف الأديم الظاهر المغذي باسم الأرومة الغاذية. تُعطي الأرومة الغاذية المشيماءَ والسلى (الغشاء السلوي)، وهما الغشاءان الجنينيان اللذان يُحيطان بالجنين. تُشتق المشيمة من المشيماء الجنينية (جزء المشيماء الذي يُطوِّر الزُّغابات) والنسيج الرحمي التابع للأم تحتها. البنية المقابلة لدى الحيوانات غير الثديية هي كرة من الخلايا غير المتمايزة تُسمى الأُرَيمة.
يبدأ تكوّن الكيسة الأريمية بعد نحو خمسة أيام من الإخصاب حين يظهر جوف مملوء بالسائل ضمن التُوَيتة، وهي المرحلة الجنينية المبكرة التي تتمثل بكُرة مكونة من 16 خلية. يبلغ قطر الكيسة الأريمية نحو 0.1-0.2 مم وتضم 100-200 خلية بعد 7-8 جولات من الانقسام (الانشطار الخلوي التام؛ أي انقسام الخلايا دون نمو خلوي). بعد نحو سبعة أيام من الإخصاب، تخضع الكيسة الأريمية لعملية الانغراس (التَّوْكين)، إذ تنغرس ضمن طبقة البطانة من جدار الرحم وتخضع لمزيد من العمليات التطورية، بما فيها تكوّن المُعَيدة. يتطلب انغراس الكيسة الأريمية ضمن بطانة الرحم تَفقسيها (انبثاقَها) من المنطقة الشفافة، وهي غلاف البيضة الذي يمنع التصاقها بقناة فالوب بينما تشقُّ طليعةُ المضغة (ما قبل الجنين) طريقَها إلى الرحم.
يتضمن استخدام الكيسة الأريمية في الإخصاب في المختبر (آي ڤي إف) زرع بويضة مخصبة لمدة خمسة أيام قبل نقلها إلى الرحم. قد تكون هذه الطريقة أكثر فعالية في علاج الخصوبة من الإخصاب في المختبر التقليدي. تُعدّ الكتلة الخلوية الداخلية للكيسة الأريمية مصدرًا للخلايا الجذعية الجنينية المستخدَمة على نطاق واسع في العلاجات بالخلايا الجذعية، والتي تشمل إصلاح الخلايا واستبدالها وتجديدها. يمكن استخدام تقنية تفقيس المنطقة المساعَد في الإخصاب في المختبر وعلاجات الخصوبة الأخرى.
إن مصطلح «الكيسة الأريمية» (بالإنجليزية: بلاستوسيست Blastocyst) مشتق من الكلمتَين اليونانيتين بلاستوس βλαστός (أي «برعم، فرخ») وَكيستيس κύστις (أي «حويصلة، كيسة، محفظة»).

## دورة التطور
تحدث مرحلة الكيسة الأريمية بين اليومين 5 و9 بعد الإلقاح. خلال التطور الجنيني وبعد التخصيب (5-6 أيام لدى الإنسان)، تبدأ خلايا التويتة بالتمايز الخلوي، وتتحول هذه التويتة إلى الكيسة الأريمية عبر ضخ السوائل ضمن لمعة (جوف) فيها. داخل الرحم، تتحلل المنطقة الشفافة المحيطة بالكيسة الأريمية، ما يسمح لها بالانغراس ضمن جدار الرحم. يمثل الانغراس نهاية المرحلة الإنتاشية من التخلُّق الجنيني، وبداية الحمل.

### تشكل الكيسة الأريمية
تخضع البويضة المخصبة (الزيجوت) لعدة جولات من الانقسام المتساوي (الفتيلي). بعد الانقسام (الانشطار الخلوي التام) الثالث، تبدأ المضغة عملية الاكتناز (التراصّ)، والتي لا تكتمل لدى الإنسان إلا حينما تكون المضغة مؤلفة من 8-16 خلية، ثم تصبح معروفة باسم التويتة. تحدث عملية الاكتناز بسبب ازدياد تقلص قشرة الأكتوميوسين، والذي يجمع الخلايا معًا لتشكيل بنية أكثر ارتصاصًا. يُلاحظ ازدياد التقلص في أثناء الاكتناز لدى كل من أجنة الفئران والبشر، لكنه أقوى عند البشر، ما قد يساهم في تجزُّؤها (تشدُّفها). حتى هذه المرحلة التطورية، لم تكن الخلايا (القُسيمات الأريمية؛ البلاستوميرات) قد تخصصت إلى أي سلالة خلوية، ولكن عند الوصول إلى مرحلة 16 خلية، تبدأ الخلايا الموجودة على سطح المضغة بالتمايز إلى أديم ظاهر مغذِّي، بينما تبدأ الخلايا ذات التوضُّع الداخلي بالتمايز إلى كتلة خلوية داخلية. تتطور التويتة بعد ذلك عبر عملية التجوُّف (التكهُّف) إلى كيسة أريمية، أو إلى الأُرَيمة لدى العديد من الحيوانات الأخرى. يؤدي تمايز الخلايا بعد ذلك إلى تخصُّص خلايا التويتة إلى نوعين: خلايا الأديم الظاهر المغذّي التي تُحيط باللمعة، والكتلة الخلوية الداخلية (الأرومة المضغية). تُشكل الكتلة الخلوية الداخلية منشأ الخلايا الجذعية الجنينية. يُعرف محصول الحمل (المُحمَل) بعد ذلك باسم الكيسة الأريمية.
قبل حدوث التمايز الخلوي، يجري التعبير عن عاملَي نسخٍ هما أوكت-4 (Oct-4) ونانوغ (Nanog) بصورة موحدة في جميع الخلايا، ولكن يتوقف تفعيل كليهما في الأرومة الغاذية فور تشكّلها. تضخ الخلايا الخارجية للأديم الظاهر المغذي أيونات الصوديوم إلى الكيسة الأريمية، ما يؤدي إلى دخول الماء عبر عملية التناضح (الأزمولية). يُسبب تراكم الماء بين الاتصالات الخلوية إلى انفتاحها عبر عملية التصديع المائي (التكسير الهيدرولي). يتجمع السائل بعد ذلك في لمعة واحدة في عملية مشابهة لنُضوح أوستفالد فيتشكل التجويف الأريمي، الذي يحدد المحور الأول للتناظر لدى جنين الثدييات. يُسمى جانبُ الكيسة الأريمية حيث تتشكل الكتلة الخلوية الداخلية القطبَ الجنيني، ويُسمى الجانب المقابلُ القطبَ اللاجنيني (القطب مُجافي الجنين). إن التجويف الأريمي والأديم الظاهر المغذي والكتلة الخلوية الداخلية هي السمات المميزة للكيسة الأريمية.

### الانغراس
يُعد الانغراس أمرًا بالغ الأهمية لبقاء الجنين البشري المبكر وتطوره، فهو ينشئ اتصالًا بين الأم والجنين المبكر والذي سيستمر خلال الفترة المتبقية من الحمل. يصبح الانغراس ممكنًا من خلال التغيرات البنيوية في كل من الكيسة الأريمية وبطانة الرحم. تتخلخل المنطقة الشفافة المحيطة بالكيسة الأريمية وتتفجر، ويُشار إلى هذه العملية باسم التفقيس (الانبثاق)، ما يُزيل القيود المحدِّدة للحجم المادي للكتلة الجنينية ويجعل الخلايا الخارجية للكيسة الأريمية مكشوفة على باطن الرحم. علاوة على ذلك، تؤدي التغيرات الهرمونية لدى الأم، وتحديدًا ذروة إفراز الهرمون المنشِّط للجسم الأصفر (الهرمون المُلَوتِن؛ إل إتش)، إلى تحضير بطانة الرحم لاستقبال الكيسة الأريمية وتغليفها. يجري تعديل الجهاز المناعي أيضًا للسماح بغزو الخلايا الجنينية الغريبة (الأجنبية). فور ارتباطها بالمطرس خارج الخلوي لبطانة الرحم، تُفرز خلايا الأرومة الغاذية إنزيمات وعوامل أخرى لدمج الكيسة الأريمية ضمن جدار الرحم. تعمل الإنزيمات المُحرَّرة على تحلُّل (تقهقر) بطانة الرحم، في حين تسمح عوامل النمو ذاتية الإفراز مثل موجهة الغدد التناسلية المشيمائية (إتش سي جي) وعامل النمو المشابه للإنسولين (آي جي إف) للكيسة الأريمية بغزو بطانة الرحم بصورة أكبر.
يُفسح الانغراس ضمن جدار الرحم الطريقَ أمام الخطوة التالية في عملية التخلق الجنيني، وهي تكوُّن المُعَيدة الذي يشمل تشكُّل المشيمة من خلايا الأرومة الغاذية وتمايز الكتلة الخلوية الداخلية إلى الكيس السلوي (الكيس الأمنيوسي) والأريمة العلوية (الأديم الخارجي).